# Амук
Амук (Амык; тур. Amik Ovası, араб. الأعماق‎ al-ʾAʿmāq) — болотистая равнина в южной части Турции, к востоку от местоположения древнего города Антиохия (ныне Антакья), к северу от Антиохийского озера до отрогов Тавра (Аманос).
Амукская равнина является местонахождением важных археологических памятников (теллей) начиная с докерамического неолита и заканчивая бронзовым веком. С 1995 по 2005 гг. здесь проводили раскопки археологи Восточного института Чикагского университета под руководством Роберта Брейдвуда.